# ベッポ・レヴィ

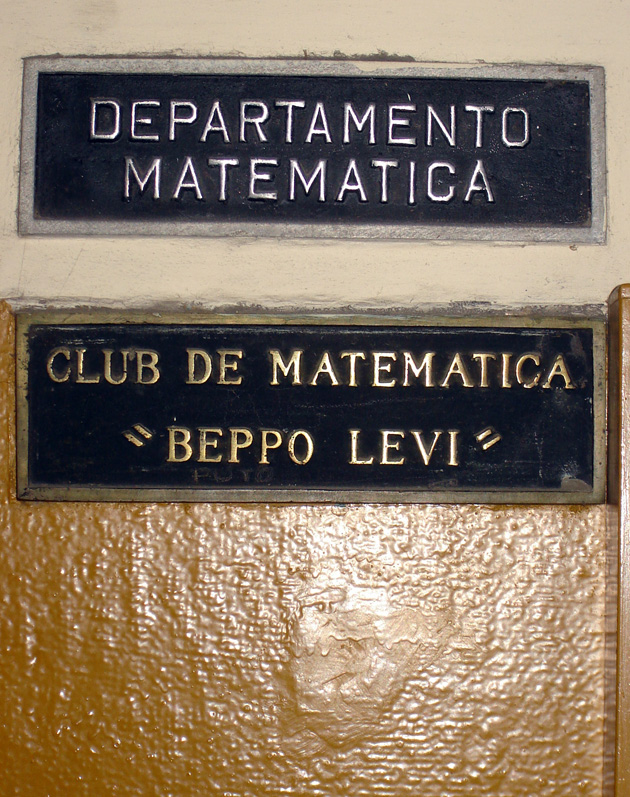
ロサリオの Instituto Politécnico Superior に存在する献辞。

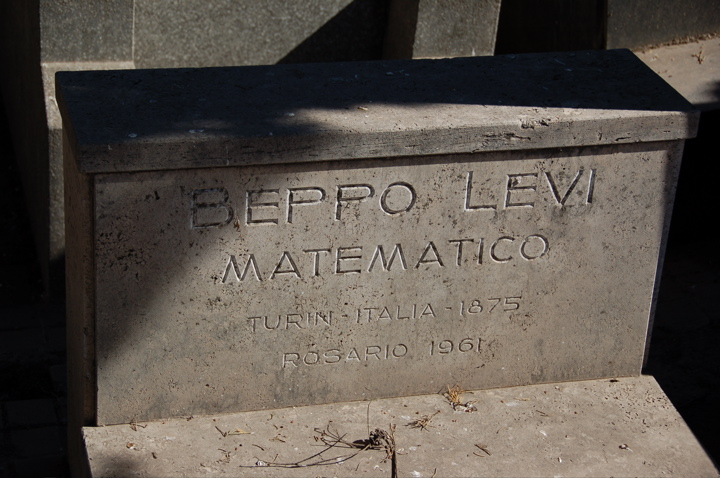
ロサリオのユダヤ人墓地にあるレヴィの墓標。

ベッポ・レヴィ（伊: Beppo Levi、1875年5月14日 - 1961年8月28日
）は、イタリアの数学者。物理学、歴史、哲学、教育学、数学などの分野で優れた学術論文、書籍を発表した。

## 生い立ち
1875年、トリノのユダヤ人家庭に生まれた。弟エウジェニオ・エリア・レヴィも数学者である。1896年にトリノ大学にてコラード・セグレの下、数学でラウレアを取得した。三か月を経てトリノ大学に助教授として雇用され、その後すぐに常勤研究者へ昇進した。1901年、ピアチェンツァ大学の教授に任命され、1906年にカリャリ大学、1910年にパルマ大学、1928年にボローニャ大学へと移った。しかしその数年後に、ベニート・ムッソリーニの台頭とイタリアにおける反ユダヤ主義の高揚によって、ユダヤ人であったレヴィはボローニャ大学から追放され、アルゼンチンに移住することとなった。

## アルゼンチン
リトラル国立大学の産業応用数学・物理化学・自然科学部（現在はロサリオ大学の精密科学・工学・測量学部）のディーンであった工学者コルテス・プラ（Cortés Plá）の招待を受けて、レヴィはアルゼンチンを移住先に選んだ。プラはレヴィをロサリオに招待し、新設された数学研究所の所長に任命した。レヴィは1939年から1961年に亡くなるまでの大半の研究をこの地で行った。
ロサリオに住む間、レヴィはルイス・サンタロー や Simón Rubinstein、Juan Olguín 、Enrique Ferrari、Fernando Gaspar、Enrique Gaspar、Mario Castagnino、Edmundo Rofman らの数学者集団に加わった。1940年、アルゼンチンで初の数学の雑誌である  Mathematicae Notae を創刊した。1956年、フェルトリネッリ賞を受賞した。
1961年にロサリオで没し、ユダヤ人墓地に埋葬された。

## 数学
レヴィの初期の作品は代数曲線、代数曲面の特異点に関するものであった。代数曲面の特異点解消は有限回の操作で終了できることを証明した。後年では、ルベーグ積分に関する幾つかの基本的な結果を証明し、現在その1つはベッポ・レヴィの定理と呼ばれている。
他に、楕円曲線を算術的に研究している。同型の違いを除いてCやQにおける楕円曲線を分類した。また、現在の用語でいえば、Qにおける楕円曲線の有理捩れ点の部分群となる群について研究し、特定の群のみでこれが実現可能であることを示した。有理数上の楕円曲線におけるねじれ予想を本質的に定式化し、この部分群としてあり得る群の完全なリストを作成した。約60年後にアンドルー・オグによって独立して定式化され、1973年にバリー・メイザーによって証明された。